# Erwin Pröll

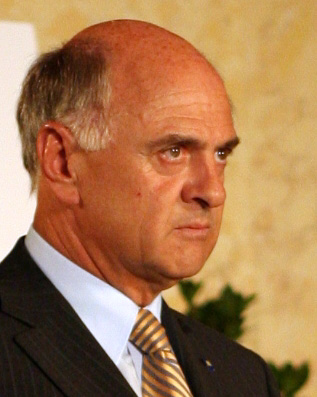
Erwin Pröll

Erwin Pröll, född 24 december 1946 i Radbrunn bei Ziersdorf, är en österrikisk politiker och tidigare regeringschef (tyska: Landeshauptmann) i förbundslandet Niederösterreich 1992–2017.
Efter att ha tagit studenten vid gymnasiet i Tulln läste Erwin Pröll vid lantbruksuniversitetet i Wien. 1972 blev han politisk referent i det österrikiska bondeförbundet (Österreichischer Bauernbund), en delorganisation av det kristdemokratiska partiet ÖVP. 1980 valdes han in i Niederösterreichs förbundslandsregering. 1981 utsågs han till vice regeringschef och 1992 valdes han till förbundslandets regeringschef.
Vid förbundslandsvalet 2008 uppnådde hans parti, ÖVP, en majoritet på 54,3 procent av rösterna vilket var hans bästa valresultat dittills. Vid valet 2013 fick ÖVP återigen absolut majoritet och Pröll fortsatte vara regeringschef.
Pröll ansågs vara en möjlig kandidat från ÖVP inför presidentvalet 2016, men valde att inte ställa upp.